# Timuridska renesansa
Timuridska renesansa je bilo zgodovinsko obdobje v azijski in islamski zgodovini, ki je zajemalo pozno 14., 15. in zgodnje 16. stoletje. Po postopnem padcu islamske zlate dobe je bilo Timuridsko cesarstvo s sedežem v Srednji Aziji, ki mu je vladala dinastija Timuridov, priča oživitvi umetnosti in znanosti. Gibanje se je razširilo po muslimanskem svetu. Francoska beseda renesansa pomeni 'ponovno rojstvo' in opredeljuje obdobje kot obdobje kulturnega preporoda. Uporaba izraza za opis tega obdobja je med učenjaki vzbudila zadržke, nekateri med njimi ga vidijo kot labodji spev timuridske kulture.
Timuridska renesansa je bila zaznamovana nekoliko prej kot renesančno gibanje v Evropi. Nekateri so ga opisali kot enakega v slavi italijanskemu Quattrocentu. Timuridska renesansa je dosegla vrhunec v 15. stoletju, po koncu obdobja mongolskih vpadov in osvajanj.
Temelji na islamskih idealih. Temelji timuridske renesanse vključujejo obnovo Samarkanda in izum Timurjevega šaha s strani Timurja, vladavino Šah Rukha in njegove soproge Gavhar Šad v Heratu (mesto, ki se je kosalo s Firencami italijanske renesanse). kot središče kulturnega preporoda), obdobje astronoma in matematika Ulugh Bega (skupaj s pomembnimi polihistorji in islamskimi učenjaki) in gradnjo dodatnih učnih centrov s strani umetniškega mecena sultana Huseina Bajkara. Timurjeva vladavina je ponovno obudila zanimanje za klasično perzijsko umetnost. Izvedeni so bili obsežni gradbeni projekti, ki so ustvarili mavzoleje, medrese in kitabhane - srednjeveške islamske knjižne delavnice. Ponovno so oživele matematične in astronomske študije, v začetku 16. stoletja pa je prišlo do obvladovanja strelnega orožja.
Glavna naročila v Timurjevem življenju so bila poletna palača v Šahrisabzu, mošeja Bibi Kanum in gradnja Registana. Mesto Herat je v tem času postalo pomembno središče intelektualnega in umetniškega življenja v muslimanskem svetu. Samarkand, središče znanstvenega študija, ki je bil pred tem uničen med mongolsko osvojitvijo Horezma, je zaradi obnove v tem obdobju postal središče renesanse in islamske civilizacije nasploh.
Timuridska renesansa se je od prejšnjega kulturnega in umetniškega razvoja dinastije Bujid razlikovala po tem, da ni šlo za neposredno oživitev klasičnih modelov, temveč za razširitev njihove kulturne privlačnosti z vključitvijo več pogovornih slogov v perzijskem jeziku. Timuridsko renesanso je podedovala Mogulska Indija in je imela pomemben vpliv na druge države dobe smodnika (osmansko Turčijo in safavidski Iran).

## Zgodovina
Timuridsko cesarstvo je ustanovil Timur Lenk leta 1370 po osvojitvi več držav naslednic Ilkanata. Po osvojitvi mesta so Timuridi lokalnim obrtnikom običajno prizanesli življenja in jih deportirali v timuridsko prestolnico Samarkand.
Potem ko so Timuridi v zgodnjem 15. stoletju osvojili Perzijo, so se mnoge islamske umetniške značilnosti prepletale z obstoječo mongolsko umetnostjo. Timurjeva vzpostavitev islamskega šeriatskega prava kasneje v življenju je Samarkand naredila za enega od središč islamske umetnosti.
Sredi 15. stoletja je imperij svojo prestolnico preselil v Herat, ki je postal osrednja točka timuridske umetnosti. Tako kot pri Samarkandu so obrtniki in intelektualci različnih etničnih pripadnosti Herat kmalu ustanovili kot središče umetnosti in kulture. Kmalu so se mnogi timuridski kulturni izrazi pomešali z izrazi drugih tradicij.

### Umetnost
Timuridska umetnost je absorbirala in izboljšala tradicionalni perzijski koncept 'umetnosti knjige'. Nova, timuridsko spremenjena umetniška dela so imela ilustrirane rokopise iz papirja (v nasprotju s pergamentom), ki so jih izdelali umetniki imperija. Te ilustracije so bile znane po svojih bogatih barvah in dovršenem dizajnu. Zaradi kakovosti miniaturnih slik, najdenih v teh rokopisih, je arheologinja in umetnostna zgodovinarka Suzan Yalman iz Metropolitanskega muzeja umetnosti ugotovila, da »heratska šola [rokopisnega slikarstva] pogosto velja za vrhunec perzijskega slikarstva.«
Timuridsko jeklo, intarzirano s srebrom, se pogosto navaja kot zelo kakovostno. Slikarstvo ni bilo omejeno na rokopise. Številni timuridski umetniki so ustvarili tudi zapletene stenske poslikave. Številne od teh stenskih poslikav so upodabljale pokrajine, ki izhajajo tako iz perzijske kot kitajske umetniške tradicije. Medtem ko je bila vsebina teh slik izposojena iz drugih kultur, so bile timuridske stenske poslikave sčasoma prečiščene v lasten, edinstven slog.
Mongolske umetniške tradicije niso bile v celoti opuščene, saj visoko stilizirane upodobitve človeških figur v timuridski umetnosti 15. stoletja izhajajo iz te kulture.
V času vladavine sultana Huseina Bajkare je umetnost doživela nadaljnji vzpon. Bil je znan kot dobrotnik in pokrovitelj učenja v svojem kraljestvu. Sultan Husein je zgradil številne stavbe, vključno s slavno šolo. Opisan je bil kot »najpomembnejši timuridski vladar poznejšega obdobja v Transoksijani.« Njegov prefinjen dvor in velikodušno umetniško pokroviteljstvo sta bila vir občudovanja, zlasti pri njegovem bratrancu Baburju iz Mogulske Indije.

### Timuridska arhitektura
Timuridska arhitektura je črpala iz vidikov seldžuške arhitekture. Turkizne in modre ploščice, ki tvorijo zapletene linearne in geometrijske vzorce, so krasile fasade stavb. Včasih je bila notranjost stavb okrašena podobno, s poslikavo in štukaturnim reliefom, ki sta dodatno obogatila učinek.
Timuridska arhitektura je bila vrhunec islamske umetnosti v srednji Aziji. V Samarkandu in Heratu so Timur in njegovi nasledniki postavili spektakularne in veličastne stavbe. Ta monumentalna dela so pripomogla k širjenju vpliva ilkanidske umetniške šole vse do Indije, kjer je nastala slavna mogulska šola arhitekture.
Timuridska arhitektura se je začela s svetiščem Ahmeda Jasavija v današnjem Kazahstanu in dosegla vrhunec v Timurjevem mavzoleju Gur Emir v Samarkandu. Timurjev Gur Emir, mavzolej osvajalca iz 14. stoletja, je prekrit s 'turkiznimi perzijskimi ploščicami'. V bližini, v središču starodavnega mesta, je opaziti 'medreso v perzijskem slogu' (verska šola) in 'mošejo v perzijskem slogu' timuridskega sultana Ulugh Bega. Mavzoleji timuridskih knezov s turkiznimi in modrimi kupolami ostajajo med najbolj prefinjeno in izvrstno perzijsko arhitekturo.
Osna simetrija je značilnost vseh večjih timuridskih struktur, predvsem Šāh-e Zenda v Samarkandu, kompleks Musalla v Heratu in mošeja Gavhar Šad v Mašhadu. Dvojnih kupol različnih oblik je na pretek, na zunanji strani prepojene z briljantnimi barvami. Timurjeva prevlada v regiji je okrepila vpliv njegove prestolnice in perzijske arhitekture na indijsko podcelino.

### Kovinarstvo, keramika in rezbarstvo
Timuridsko cesarstvo je izdelovalo tudi kakovostne kovinske izdelke. Jeklo, železo, medenina in bron so se pogosto uporabljali kot mediji.] Timuridsko jeklo, intarzirano s srebrom, se pogosto navaja kot zelo kakovostno. Po propadu timuridskega imperija je več iranskih in mezopotamskih kultur prevzelo timuridsko kovino.
Keramiko v kitajskem slogu so izdelovali timuridski obrtniki. Rezbarije iz žada so bile prisotne tudi v timuridski umetnosti.

### Znanost
Džamšid al-Kaši je bil eden najvplivnejših sodelavcev na področju matematike in astronomije. Dobil je izjemno podporo tako od cesarja Šah Rukha kot od kraljice Gavhar Šad, ki sta se zelo zanimala za znanost in sta svoj dvor spodbujala k poglobljenemu preučevanju različnih področij. Posledično je obdobje njihove moči postalo eden od mnogih znanstvenih dosežkov.
Vladavina sultana Ulugh Bega je dosegla znanstveni vrhunec cesarstva. Med svojo vladavino je al-Kaši izdelal sinusne tabele s štirimi šestdesetimi ciframi (kar ustreza osmim decimalnim mestom) natančnosti za vsako stopinjo in vključuje razlike za vsako minuto. Izdelal je tudi tabele, ki obravnavajo transformacije med koordinatnimi sistemi na nebesni sferi, kot je transformacija iz ekliptičnega koordinatnega sistema v ekvatorialni koordinatni sistem.
Sullam al-Sama jeavtor, ki je ponudil rešitev težav, s katerimi so se srečevali predniki pri določanju razdalj in velikosti nebesnih teles, kot so Zemlja, Luna, Sonce in zvezde. Napisan je bil tudi Traktat o astronomskih opazovalnih instrumentih, ki opisuje vrsto različnih instrumentov, vključno trikvetrum in armilarno sfero, ekvinokcijski armilarij in solsticijski armilarij Mo'ajedudina Urdija, sinusni in versinski inštrument Urdija, sekstant al-Khujandija, sekstant Fakhri na observatoriju v Samarkandu, dvojnik kvadrant azimut višinski instrument, ki ga je izumil in majhno armilarno kroglo, ki vključuje alhidado, ki jo je izumil.
Videli so izum plošče konjunkcij, analognega računalniškega instrumenta, ki se uporablja za določanje časa v dnevu, ko se bodo zgodile planetarne konjunkcije, in za izvajanje linearne interpolacije. Izumil je tudi mehanski planetarni računalnik, ki ga je poimenoval Plošča območij, ki je lahko grafično rešil številne planetarne probleme, vključno z napovedjo resničnih položajev v zemljepisni dolžini Sonca in Lune in planetov v smislu eliptične oblike orbite; zemljepisne širine Sonca, Lune in planetov in ekliptiko Sonca. Instrument je vključeval tudi alhidado in ravnilo.
Ulugh Beg je ustanovil inštitut v Samarkandu, ki je kmalu postal ugledna univerza. Na to akademijo v glavnem mestu njegovega sultanata so se zgrinjali študenti iz vse Srednje Azije in drugod. Posledično je Ulugh Beg zbral veliko velikih matematikov in znanstvenikov, vključno z Alijem Kušdžijem. Ali je naredil pomemben razvoj astronomske fizike neodvisen od naravne filozofije in za zagotavljanje empiričnih dokazov o rotaciji Zemlje v svoji razpravi O domnevni odvisnosti astronomije od filozofije. Poleg svojih prispevkov k slavnemu Ulugh Begovemu delu Zij-i-Sultani in k ustanovitvi medrese Sahn-ı Seman, enega prvih centrov za preučevanje različnih tradicionalnih islamskih ved v osmanskem kalifatu, je bil Ali Kušdži tudi avtor več znanstvenih del in učbenikov o astronomiji. Pod vplivom islamskih teologov, ki so nasprotovali vmešavanju aristotelizma v astronomijo, je Kušdži zavrnil aristotelovsko fiziko in popolnoma ločil naravno filozofijo od islamske astronomije, kar je omogočilo, da je astronomija postala zgolj empirična in matematična veda. To mu je omogočilo raziskovanje alternativ aristotelskemu pojmovanju mirujoče Zemlje, saj je namesto tega raziskoval idejo o premikajoči se Zemlji (čeprav Emilie Savage-Smith trdi, da noben islamski astronom ni predlagal heliocentričnega vesolja). Našel je tudi empirične dokaze za rotacijo Zemlje s svojim opazovanjem kometov in sklenil na podlagi empiričnih dokazov in ne špekulativne filozofije, da je teorija o premikajoči se Zemlji prav tako verjetna kot resnična teorija o mirujoči Zemlji.

## Zapuščina
Po zatonu Timuridskega cesarstva v poznem 15. stoletju so imperiji Gunpowder, ki so bili Osmani, dinastija Safavidov, Mogulska Indija in drugi imperiji, prevzeli timuridsko umetniško tradicijo v svoje. [42][20]